# Fritz Csoklich

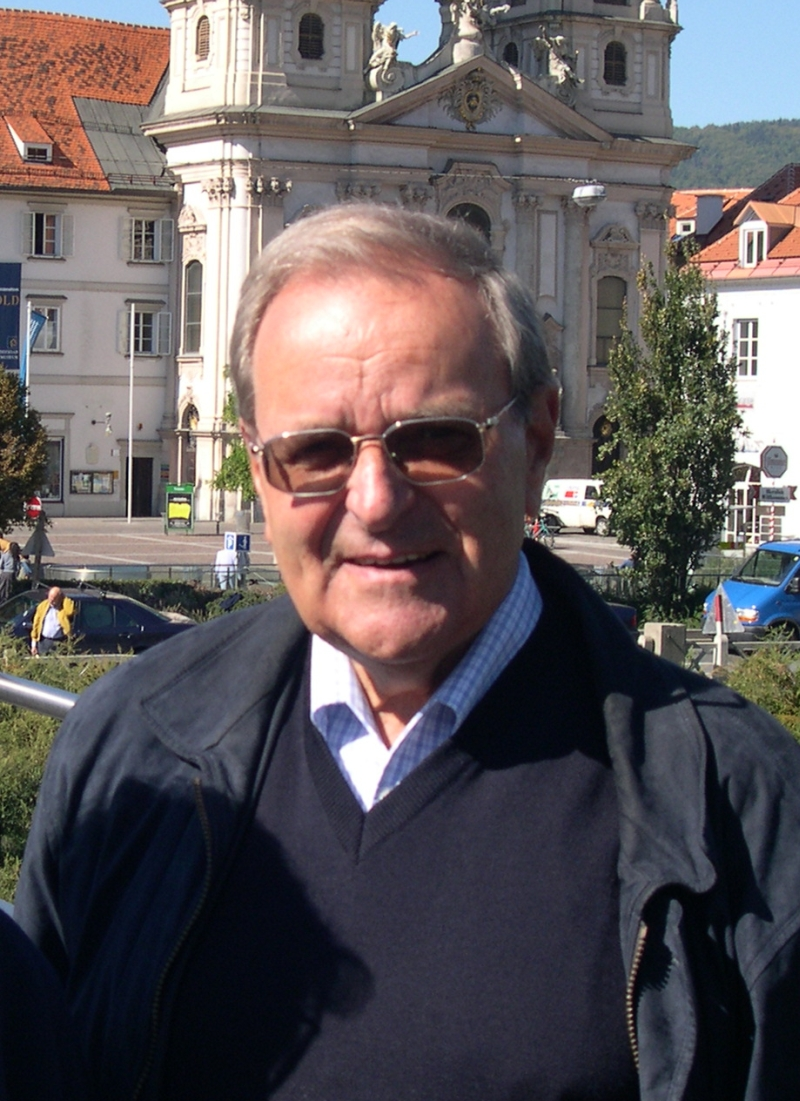
Fritz Csoklich 2003

Fritz Csoklich (* 5. Mai 1929 in Wien; † 22. Oktober 2009 in Graz) war ein österreichischer Journalist.

## Leben
Csoklich studierte in Wien Germanistik und Geschichte; nach der Promotion begann er 1953 als Journalist bei der Kleinen Zeitung in Graz. 1959 wurde er zum provisorischen Leiter der Redaktion ernannt, nachdem er vorher bei verschiedenen deutschen Zeitungen, wie der Rheinischen Post in Düsseldorf, den Westfälischen Nachrichten in Münster und der Kölnischen Rundschau, seine „Lehr- und Wanderjahre“ absolviert hatte. 1960 wurde er zum Chefredakteur der Kleinen Zeitung bestellt und hatte diese Position mehr als drei Jahrzehnte lang, bis 1994, inne.
1964 war Csoklich einer der Unterstützer des von unabhängigen Zeitungen initiierten Rundfunkvolksbegehrens.
Im Jahr 2007 wurde Csoklich mit dem Österreichischen Ehrenkreuz für Wissenschaft und Kunst I. Klasse ausgezeichnet.

## Fritz-Csoklich-Demokratiepreis
Anlässlich seines 90. Geburtstages riefen die Styria Media Group und die Kleine Zeitung 2019 den Fritz-Csoklich-Demokratiepreis ins Leben. Erster Preisträger wurde Arik Brauer. 2021 wurde der Preis den belarussischen Bürgerrechtlerinnen Swjatlana Zichanouskaja, Maryja Kalesnikawa und Weranika Zepkala zuerkannt. Noch zu Lebzeiten nominiert, wurde 2023 der bosnisch-herzegowinische Schriftsteller Dževad Karahasan für sein leidenschaftliches Eintreten für Toleranz und Humanität posthum mit dem Preis ausgezeichnet.